# Condado de Candler
El condado de Candler (en inglés: Candler County) es un condado en el estado estadounidense de Georgia. En el censo de 2000 el condado tenía una población de 9577 habitantes. La sede de condado es Metter. El condado fue fundado en 1914 y fue nombrado en honor a Allen D. Candler, el 56° gobernador de Georgia.

## Geografía
Según la Oficina del Censo, el condado tiene un área total de 644 km² (249 sq mi), de la cual 639 km² (247 sq mi) es tierra y 5 km² (2 sq mi) (0,78%) es agua.

### Condados adyacentes
- Condado de Bulloch (este)
- Condado de Evans (sureste)
- Condado de Tattnall (sur)
- Condado de Emanuel (noroeste)

## Autopistas importantes
- Interestatal 16
- Ruta Estatal de Georgia 23
- Ruta Estatal de Georgia 46
- Ruta Estatal de Georgia 57
- Ruta Estatal de Georgia 121

## Demografía
En el  censo de 2000, hubo 9577 personas, 3375 hogares y 2426 familias residiendo en el condado. La densidad poblacional era de 39 personas por milla cuadrada (15/km²). En el 2000 había 3893 unidades unifamiliares en una densidad de 16 por milla cuadrada (6/km²). La demografía del condado era de 65,45% blancos, 27,08% afroamericanos, 0,19% amerindios, 0,28% asiáticos, 0,03% isleños del Pacífico, 6,16% de otras razas y 0,81% de dos o más razas. 9,21% de la población era de origen hispano o latino de cualquier raza. 
La renta promedio para un hogar del condado era de $25 022 y el ingreso promedio para una familia era de $30 705. En 2000 los hombres tenían un ingreso medio de $24 482 versus $18 750 para las mujeres. La renta per cápita para el condado era de $12 958 y el 26,10% de la población estaba bajo el umbral de pobreza nacional.

## Ciudades y pueblos
- Metter
- Pulaski